# Siebe Henstra
Siebe Henstra (Oosterbeek, 1958) est un claviériste néerlandais, jouant clavecin, clavicorde et orgue. Depuis 1988, il enseigne le clavecin au Conservatoire d'Utrecht et depuis 2017 au Conservatoire royal de La Haye. Depuis 1992, il est continuiste de l'ensemble Nederlandse Bachvereniging.

## Biographie
Dès ses seize ans, Siebe Henstra construit son premier clavecin qui lui fournit un meilleur instrument pour la pratique que le petit clavecin d'usine (Wittmayer) qu'il avait joué jusque-là.
Après l'école secondaire, il s'installe à Amsterdam pour suivre l'enseignement de Ton Koopman et Gustav Leonhardt à l'ancien Conservatoire Sweelinck, aujourd'hui Conservatoire d'Amsterdam. Il est lauréat du concours de clavecin d'Édimbourg en 1982 et d'Amsterdam en 1987.
Une fois diplômé, il est tour à tour continuiste au sein de divers ensembles de musique de chambre de chambre et d'orchestres, dont l'Orchestre du XVIIIe siècle, Les Buffardins, le Leonhardt Consort, La Petite Bande, le Ricercar Consort et l'orchestre royal du Concertgebouw. Il  est engagé en tant que claveciniste et organiste de l'ensemble Nederlandse Bachvereniging (société Bach des Pays-Bas).
Avec la violoncelliste Lucie Swarts, il forme un duo, ainsi qu'un autre sous le nom de Der prallende Doppelschlag, avec le claveciniste et organiste  Menno van Delft. Ils jouent ensemble sur clavicordes, clavecins ou orgues.
Henstra a produit ou collaboré à beaucoup de disques, d'enregistrement pour la radio ou la télévision et des productions d'opéra, sous la direction de chefs tels que Gustav Leonhardt, Frans Brüggen et Jos van Veldhoven. 
En tant que claveciniste, clavicordiste, organiste ou continuiste, Il donne des concerts dans la plupart des pays européens, Israël, Russie, États-Unis, Mexique et Japon. Il donne également des classes de maître, entre autres, en Finlande, Allemagne, Portugal, Italie, France, États-Unis, Mexique, Russie, Catalogne et en République Tchèque. 
En tant que professeur de clavecin, il est depuis 1988 au Conservatoire d'Utrecht et depuis 2017 au Conservatoire royal de La Haye. Il est aussi régulièrement invité comme membre du jury de divers concours. Henstra possède une vaste collection de clavecins, de pianos d'Anton Walter et de clavicordes.

## Discographie
Siebe Henstra enregistre pour le label Ricercar.
- Vivaldi, Sonates pour violoncelle - avec Pieter Wispelwey, violoncelle et l'ensemble Florilegium (8-10 janvier 1994, Channel Classics) (OCLC 659242163)
- Toccata, partite e passacagli : musique du dix-septième siècle italien (1995, Ricercar) (OCLC 36690288)
- Weckmann, Œuvres complètes - Siebe Henstra, clavecin et clavicorde (1992/2013, 5CD Ricercar) (OCLC 987363887) — avec Bernard Foccroulle, orgue ; Ricercar Consort ; Cappella Sancti Michaelis ; La fenice, dir. Jean Tubéry
- Participation à l’intégrale des œuvres de Sweelinck (1999/2001, 9CD NM Classics) (OCLC 52870778)
- The gentlemen of the Chapel Royal - The Gents ; Diapente Viol Consort ; Siebe Henstra, orgue (2002, SACD Channel Classics) (OCLC 156746245)